# Castellucchio
Castellucchio (lombardul: Castlüch) település Olaszországban, Lombardia régióban, Mantova megyében. Lakosainak száma 5161 fő (2023. január 1.). Castellucchio Curtatone, Gazoldo degli Ippoliti, Marcaria és Rodigo községekkel határos.

## Népesség
A település lakossága az elmúlt években az alábbi módon változott:
| Lakosok száma | 5228 | 5235 | 5161 |
|               | 2017 | 2018 | 2023 |